# Thomaz de Figueiredo Mendes
Thomaz de Figueiredo Mendes (Elói Mendes, 10 de agosto de 1911 – 1 de maio de 1996) foi um médico brasileiro.
Ingressou na Faculdade de Medicina da Universidade do Brasil em 1931. Foi eleito membro da Academia Nacional de Medicina em 1977, sucedendo Álvaro Eduardo de Bastos na Cadeira 14, que tem Francisco de Castro como patrono.